# الدهنة (تعز)
الدهنة هي إحدى قرى الجمهورية اليمنية. وهي تتبع جغرافيًا لمحافظة تعز. وإداريًا لمديرية ماوية. يبلغ تعداد سكانها 1941 نسمة حسب الإحصاء الذي جرى عام 2004.